# Вицина, Ольга Вячеславовна
Ольга Вячеславовна Вицина (род. 9 июня 1990, РСФСР) — российская самбистка, серебряный (2013) и бронзовый (2014) призёр чемпионатов России, обладательница Кубка России 2016 года, серебряный призёр Кубка мира 2017 года, мастер спорта России.

## Спортивные достижения
- Чемпионат России по самбо среди женщин 2013 — ;
- Чемпионат России по самбо среди женщин 2014 — ;
- Кубок России по самбо 2016 — ;

## Семья
Сестра-близнец Юлия Вицина также занимается самбо, мастер спорта, призёр чемпионатов России.